# The Cranberries
The Cranberries là một ban nhạc rock Ailen  được thành lập tại Limerick, Ireland năm 1989 với ca sĩ chính Niall Quinn, tay guitar Noel Hogan, tay guitar bass Mike Hogan, và tay trống Fergal Lawler. Ca sĩ chính Quinn được Dolores O'Riordan thay thế vào năm 1990. Ban nhạc chính thức tự phân loại mình là một nhóm nhạc alternative rock, nhưng kết hợp các khía cạnh của nhạc indie pop, post punk, dân ca Ireland và nhạc pop rock vào âm nhạc của họ.
Cranberries đã trở nên nổi tiếng quốc tế trong những năm 1990 với album đầu tay Everybody Else Is Doing It, So Why Can't We?, đã trở thành một thành công về mặt thương mại và đạt được năm album hàng đầu trong bảng xếp hạng Billboard 200: Everybody Else Is Doing It, So Why Can't We?, No Need to Argue, To the Faithful Departed, Bury the Hatchet, and Stars: The Best of 1992-2002  cũng như có tám đĩa đơn hàng đầu trong bảng xếp hạng Modern Rock Track: "Linger", "Dreams", " Zombie ", "Ode to My Family ", "Ridiculous Thought", "Salvation", "Free to Decide" và "Promises".  Album phòng thu thứ năm của họ Wake Up and Smell the Coffee được phát hành vào tháng 10 năm 2001.
Đầu năm 2009, sau sáu năm gián đoạn, Cranberries đã tái hợp và bắt đầu một chuyến lưu diễn Bắc Mỹ sau đó là các chương trình biểu diễn ở châu Mỹ Latinh và Châu Âu. Ban nhạc đã thu âm album thứ sáu Roses vào tháng 5 năm 2011 và phát hành vào tháng 2 năm 2012. Something Else, một album bao gồm nhiều bài hát nổi tiếng nhất của ban nhạc cùng với các bản hòa tấu cho dàn nhạc mới do Dàn nhạc thính phòng Ailen cung cấp, đã được phát hành vào tháng 4 năm 2017. Album cũng bao gồm ba bài hát mới: "The Glory", "Rupture" và "Why?.
Vào ngày 15 tháng 1 năm 2018, ca sĩ chính Dolores O'Riordan được phát hiện đã chết vì đuối nước trong phòng khách sạn ở London. Trước đó cô đã đến London để tham gia một buổi hòa nhạc trong phòng thu và để thảo luận về album mới nhất của nhóm với hãng thu âm BMG. The Cranberries đã xác nhận vào tháng 9 năm 2018 rằng họ sẽ không tiếp tục với tư cách là một ban nhạc, và phát hành album cuối cùng của họ In the End tháng 4 năm 2019 và tan rã sau đó. Noel Hogan tuyên bố: "The Cranberries là bốn người chúng tôi. Chúng tôi không muốn làm điều này mà không có Dolores. Vì vậy, chúng tôi sẽ rời đi."  The Cranberries đã bán được hơn 40 triệu album trên toàn thế giới.